# Pseudoregma bambucicola
Pseudoregma bambucicola är en insektsart som först beskrevs av Takahashi, R. 1921.  Pseudoregma bambucicola ingår i släktet Pseudoregma och familjen långrörsbladlöss.

## Underarter
Arten delas in i följande underarter:
- P. b. bambucicola
- P. b. carolinensis